# Анна Курська
Анна Марія Курська, пол. Anna Maria Kurska (24 серпня 1929 — 25 серпня 2016) — польський політик та юрист.
Вона була учасником польської політичної партії «Право і справедливість», а також в «Сенаті Республіки Польща» з 2001 до 2007 року. Народила двох синів.
Анна Курська народилася у Львові, Україна (на той час Польща) в 1929 році. Навчалася у Варшавському університеті, закінчила в 1955 році ступінь юридичного факультету.
Після закінчення університету стала юристом, а в серпні 1980 року стала суддею в Гданському суді. Її звільнили з посади у вересні 1981 року в рамках введення воєнного стану. У 1998 році вона відновила свої права на адвокатську діяльність і два роки працювала в Тчеві, аж до призначення на посаду судді.

## Відзнаки
У 2009 році Курська отримала Орден Відродження Польщі від президента Польщі Леха Качинського.

## Сім'я
Анна Курська стала матір'ю політика Яцека Курського та журналіста Ярослава Курського.